# Contiguïté (probabilités)
La contiguïté est une notion en probabilités introduite par Lucien Le Cam en 1960 généralisant l'absolue continuité à des suites de mesures de probabilités.

## Définition
Soit {\displaystyle (\Omega _{n},{\mathcal {F}}_{n})_{n\in \mathbb {N} }} une suite d'espaces mesurables. Soient {\displaystyle (\mu _{n})_{n\in \mathbb {N} }} et {\displaystyle (\nu _{n})_{n\in \mathbb {N} }} deux suites de mesures de probabilités sur {\displaystyle (\Omega _{n},F_{n})_{n\in \mathbb {N} }}.
La suite {\displaystyle \mu _{n}} est dite contiguë par rapport à la suite {\displaystyle \nu _{n}} si pour toute séquence d'événements {\displaystyle F_{n}\in {\mathcal {F}}_{n}},  {\displaystyle \lim _{n\to \infty }\nu _{n}(F_{n})=0\implies \lim \mu _{n}(F_{n})=0}. 
On note alors {\displaystyle \mu _{n}\triangleleft \nu _{n}}.
Si on a à la fois {\displaystyle \mu _{n}\triangleleft \nu _{n}} et {\displaystyle \mu _{n}\triangleright \nu _{n}}, les suites {\displaystyle \mu _{n}} et {\displaystyle \nu _{n}} sont dites mutuellement contiguës et l'on note {\displaystyle \mu _{n}\triangleleft \triangleright \nu _{n}}. 

## Lien avec l'absolue continuité
La contiguïté peut être vue comme une généralisation de l'absolue continuité aux suites de mesures de probabilité. Si dans la définition précédente les suites sont constantes, {\displaystyle \mu _{n}=\mu }, {\displaystyle \nu _{n}=\nu } et {\displaystyle F_{n}=F}, on obtient que, si {\displaystyle \nu (F)=0} alors {\displaystyle \mu (F)=0}, c'est-à-dire que {\displaystyle \mu } est absolument continue par rapport à {\displaystyle \nu }. 
La contiguïté assure l'absolue continuité des limites. Si deux suites de mesures de probabilité {\displaystyle (\mu _{n})_{n\in \mathbb {N} }} et {\displaystyle (\nu _{n})_{n\in \mathbb {N} }} convergent en distribution vers deux mesures {\displaystyle \mu } et {\displaystyle \nu }, et que la suite {\displaystyle (\mu _{n})_{n\in \mathbb {N} }} est contigüe par rapport à {\displaystyle (\nu _{n})_{n\in \mathbb {N} }}, alors {\displaystyle \mu } est absolument continue par rapport à {\displaystyle \nu }. 
Attention toutefois à ne pas confondre contigüité entre deux suites avec l'absolue continuité entre les termes de ces suites. Il existe en effet des suites {\displaystyle (\mu _{n})_{n\in \mathbb {N} }} et {\displaystyle (\nu _{n})_{n\in \mathbb {N} }} vérifiant pour tout {\displaystyle n\in \mathbb {N} }, {\displaystyle \mu _{n}<<\nu _{n}} (le symbole « {\displaystyle <<} » désignant l'absolue continuité) sans qu'on ait {\displaystyle \mu _{n}\triangleleft \nu _{n}}. On peut par exemple prendre {\displaystyle \mu _{n}}constamment égale à la mesure de probabilité définie par une loi normale centrée réduite et {\displaystyle \nu _{n}} égale à la mesure de probabilité d'une loi normale d'espérance {\displaystyle n} et de variance 1. 

## Autres définitions
Les deux définitions ci-dessous de la contiguïté sont équivalentes à celles données précédemment. 
Considérons comme plus haut une suite d'espaces mesurables {\displaystyle (\Omega _{n},{\mathcal {F}}_{n})_{n\in \mathbb {N} }} et deux suites de mesures de probabilités {\displaystyle (\mu _{n})_{n\in \mathbb {N} }} et {\displaystyle (\nu _{n})_{n\in \mathbb {N} }} sur {\displaystyle (\Omega _{n},F_{n})_{n\in \mathbb {N} }} .
- La suite  {\displaystyle (\mu _{n})_{n\in \mathbb {N} }} est contiguë par rapport à {\displaystyle (\nu _{n})_{n\in \mathbb {N} }} si, pour toute suite de variables aléatoires {\displaystyle X_{n}} ,  {\displaystyle \left(\forall \eta ,\ \ \nu _{n}(|X_{n}|>\eta ){\underset {n\to \infty }{\to }}0\right)\implies \left(\forall \eta ,\ \ \mu _{n}(|X_{n}|>\eta ){\underset {n\to \infty }{\to }}0\right)}. En d'autres termes, si {\displaystyle X_{n}} tend vers 0 en probabilité sous la suite de mesures {\displaystyle \nu _{n}}, alors {\displaystyle X_{n}}tend aussi vers 0 sous la suite de mesures {\displaystyle \mu _{n}} .
- La suite {\displaystyle (\mu _{n})_{n\in \mathbb {N} }} est contiguë par rapport à {\displaystyle (\nu _{n})_{n\in \mathbb {N} }} si  {\displaystyle \forall \varepsilon >0,\exists n_{0}\in \mathbb {N} ,\delta >0:{\underset {n\geq n_{0}}{\sup }}\left\{{\underset {F\in {\mathcal {F}}_{n}:\nu _{n}(F)<\delta }{\sup }}\{\mu _{n}(F)\}\right\}\leq \varepsilon } .

## Premier lemme de Le Cam
Un résultat connu sous le nom de « premier lemme de Le Cam » permet d'établir d'autres caractérisations de la contigüité.
| Théorème — Soient {\displaystyle \mu _{n}} et {\displaystyle \nu _{n}} deux suites de mesures de probabilité sur une suite d'espaces mesurables {\displaystyle (\Omega _{n},{\mathcal {F}}_{n})_{n\in \mathbb {N} }}. Les propositions suivantes sont équivalentes: - {\displaystyle \mu _{n}\triangleleft \nu _{n}}. - Si {\displaystyle {\frac {\mathrm {d} {\nu _{n}}}{\mathrm {d} {\mu _{n}}}}(X_{n})} converge en distribution vers une variable aléatoire {\displaystyle U} lorsque les {\displaystyle X_{n}} sont des variables aléatoires distribuées suivant les lois de probabilité définies par {\displaystyle \mu _{n}}, alors {\displaystyle P(U>0)=1}. - Si {\displaystyle {\frac {\mathrm {d} {\mu _{n}}}{\mathrm {d} {\nu _{n}}}}(Y_{n})} converge en distribution vers une variable aléatoire {\displaystyle V} lorsque les {\displaystyle Y_{n}} sont des variables aléatoires distribuées suivant les lois de probabilité définies par {\displaystyle \nu _{n}}, alors {\displaystyle \mathbb {E} (V)=1}. - Toute statistique {\displaystyle T_{n}} de {\displaystyle \Omega _{n}} dans {\displaystyle \mathbb {R} ^{k}}, si {\displaystyle T_{n}} converges en probabilité vers {\displaystyle 0} sous {\displaystyle \nu _{n}}, alors {\displaystyle T_{n}} converge aussi en probabilité vers {\displaystyle 0} sous {\displaystyle \mu _{n}}. |

Dans ce résultat, la notation {\displaystyle {\frac {\mathrm {d} \mu _{n}}{\mathrm {d} {\nu _{n}}}}} (respectivement {\displaystyle {\frac {\mathrm {d} \nu _{n}}{\mathrm {d} {\mu _{n}}}}}) désigne la dérivée de Radon-Nikodym de {\displaystyle \mu _{n}}par rapport à {\displaystyle \nu _{n}}(respectivement de  {\displaystyle \nu _{n}} par rapport à  {\displaystyle \mu _{n}}). En pratique cela se ramène souvent au rapport de la densité de probabilité associée à {\displaystyle \mu _{n}} sur celle associée à {\displaystyle \nu _{n}} (respectivement celle associée à {\displaystyle \nu _{n}} sur celle associée à {\displaystyle \mu _{n}}), lorsque ces densités existent.
Les convergences en distribution de {\displaystyle {\frac {\mathrm {d} \mu _{n}}{\mathrm {d} {\nu _{n}}}}(X_{n})} et de {\displaystyle {\frac {\mathrm {d} \nu _{n}}{\mathrm {d} {\mu _{n}}}}(Y_{n})} dans le résultat ci-dessus peuvent être remplacées par les convergences en distribution de sous-suites de {\displaystyle {\frac {\mathrm {d} \mu _{n}}{\mathrm {d} {\nu _{n}}}}(X_{n})} et de {\displaystyle {\frac {\mathrm {d} \nu _{n}}{\mathrm {d} {\mu _{n}}}}(Y_{n})} sans perte de généralité. 